# Касаль, Рафаэль
Рафаэ́ль Сантья́го Каса́ль (англ. Rafael Santiago Casal; род. 8 августа 1985, Окленд, Калифорния, США) — американский писатель, рэпер, актёр, продюсер, режиссёр и ведущий шоу, родом из района залива Сан-Франциско. Является онлайн-создателем музыки, стихов, веб-шорт и политических комментариев.

## Ранняя жизнь
Касаль вырос в Беркли и Окленде (штат Калифорния). Через два года его исключили из средней школы Беркли, и он получил диплом по альтернативной независимой программе обучения. Касаль имеет ирландское, испанское и кубинское происхождение.

## Карьера

### Поэзия
Когда Рафаэлю было 18 лет, он появился в 3 сезонах шоу Def Poetry Jam на канале HBO. В то же время он гастролировал, выступал и преподавал по всей стране с YouthSpeaks. Он является двукратным чемпионом фестиваля Brave New Voice Poetry Slam Festival. Касаль провёл три года, разрабатывая и работая креативным директором Висконсинского университета в Мадисоне разговорного слова и сообщества изучения искусства хип-хопа, одновременно получая степень, работая в вечернее время.

### Музыка
В июле 2010 года Касаль выпустил микстейп The BAY BOY с Дэйвидом Диггсом под командой Getback Productions, которую пара основала вместе с Чинакой Ходж. Касаль также выпустил в Интернете несколько сольных микстейпов: As Good As Your Word (2008), Monster (2009) и Mean Ones (2012). В 2018 году Касаль и Диггс выпустили EP «Коллин» и Майлз» в сопровождении фильма «Слепые пятна» (2018).

### Театр
Касаль вместе с Дэйвидом Диггсом стал соучредителем мастерской BARS в Общественном театре Нью-Йорка как «пространства, где художники могут исследовать и развивать своё мастерство на стыке современного стиха и театра». Программа находится в пятом сезоне.

### Кино и телевидение
В 2018 году Касаль и лучший друг Давид Диггс выпустили свой фильм «Слепые пятна». Пара написала, спродюсировала и снялась в фильме, в котором в стихах рассказывается история города Окленд (штат Калифорния). Касаль также появлялся во второстепенных ролях в фильмах «Безупречный» (2019), «Птица доброго Господа» (2020) и во втором возрождении «Боишься ли ты темноты?» (2019). Недавно Касаль ненадолго появился в документальном сериале Netflix «Поправка: борьба за Америку».
В 2020 году было подтверждено, что «Слепые пятна» будут адаптированы как одноимённый комедийно-драматический сериал, в котором Касаль будет соавтором сценария, режиссёром, исполнительным продюсером и шоураннером, а также сыграет свою роль Майлза. Сериал был подхвачен Lionsgate Television, и его мировая премьера состоялась на кинофестивале «Трайбека» 11 июня 2021 года. Он стал доступен для потоковой передачи 13 июня 2021 года на Starz и StarzPlay. В октябре 2021 года было объявлено, что Starz продлил сериал на второй сезон. Премьера состоялась на SXSW в марте 2023 года и вышла в эфир на Starz 14 апреля 2023 года. Касаль также исполнил роль Брэда Вульфа во втором сезоне сериала «Локи» (2021), события которого происходят в медиафраншизе «Кинематографическая вселенная Marvel» (КВМ), премьера которого состоится 6 октября 2023 года.

## Фильмография
| Год  | Название фильма / сериала           | Оригинальное название            | Роль                     | Комментарии                                               |
| ---- | ----------------------------------- | -------------------------------- | ------------------------ | --------------------------------------------------------- |
| 2008 | Расставание                         | The Break Up                     | Парень                   | Короткометражный фильм; Сценарист                         |
| 2010 | Рикошет в обратную сторону          | Ricochet in Reverse              | Дилан Клиболд            | Короткометражный фильм                                    |
| 2014 | Команда на выезде                   | The Away Team                    | Кэл                      | Веб-сериал; Является создателем, продюсером и режиссёром  |
| 2014 | Mali Music: Beautiful               | Mali Music: Beautiful            |                          | Продюсер; Телефильм                                       |
| 2018 | Слепые пятна                        | Blindspotting                    | Майлз                    | Также сопродюсер, соавтор сценария                        |
| 2018 | Поздний ночной перекус Рэйчел Дрэтч | Rachel Dratch's Late Night Snack | Эллиот                   | 2-й сезон (7-й эпизод)                                    |
| 2019 | Stucco                              | Stucco                           | Королевская рука         | Короткометражный фильм                                    |
| 2019 | Безупречный                         | Bad Education                    | Кайл Контрерас           |                                                           |
| 2019 | Боишься ли ты темноты?              | Are You Afraid of the Dark?      | Мистер Топ Хат           | Мини-сериал                                               |
| 2020 | Птица доброго Господа               | The Good Lord Bird               | Джон Кук                 | Мини-сериал                                               |
| 2021 | Слепые пятна                        | Blindspotting                    | Майлз                    | Также исполнительный продюсер, режиссёр и сценарист       |
| 2023 | Локи (2-й сезон)                    | Loki                             | Охотник Х-5 / Брэд Вульф | Эпизоды: «Ouroboros», «Breaking Brad», «Heart of the TVA» |
| TBA  | Дикая кошка                         | Wildcat                          | Е.О. Паркер              | Постпродакшн                                              |